# Zuma’s Revenge!
Zuma's Revenge!  — компьютерная игра в жанре головоломка, разработанная и изданная компанией PopCap Games. Она была выпущена 15 сентября 2009 года для Windows и MacOS X в качестве продолжения к игре 2003 года Zuma. Особенностью этой игры является графика высокого качества, новые уровни и усиления, несколько новых функций, а также сражения с боссами. 21 февраля 2012 года была представлена версия для Nintendo DS, которая включает в себя ежедневные испытания, режим противостояния и достижения.

## Геймплей
Как и в Zuma, основной целью игры является очищение цепочек цветных катящихся шаров, при этом сопоставляя ряд из 3 и более шаров одного цвета. Под управление игрокам даётся лягушка, которая направлением мыши целится шаром определённого цвета в ряды катящихся шаров, а на левую кнопку мыши стреляет им. Когда три или более шаров совпадают с цветом, они очищаются из игрового поля. Эта очистка, бывает, создаёт промежутки на несколько секунд, через которые игрок может стрелять большим количеством шаров по соседним рядам, бонусным шарам и камням усиления.
Шары в рядах постоянно катятся к эмблеме черепа в конце. Если они достигают эмблемы - игрок теряет жизнь, и игра заканчивается, когда игрок теряет все свои жизни.
Периодически, случайные шары показывают усиления, которые игрок может собрать, разрушив шар. К ним относятся: подсказка, которая активируется сразу и показывает место, где мяч приземлится при выстреле; бонусы, которые замедляют ряды или изменяют направление ряда; пушка с тремя отверстиями, которая пробивает все слои шаров; лазер, который может уничтожать отдельные шары; бомба; заряд молнии, который уничтожает все шары определённого цвета.
В игре появились ещё три типа уровней. Некоторые уровни имеют две позиции, между которыми лягушка может передвигаться, в то время как другие уровни устанавливают на горизонтальную или вертикальную дорожку, которая позволяет передвигаться в левую, правую сторону или вверх, вниз, а не поворачиваться, чтобы прицелиться. Также существуют уровни боссов, где игрок должен стрелять шарами по врагам, чтобы уменьшить их здоровье, одновременно предотвращая попадание шариков в эмблему черепа. Враги, в свою очередь, стреляют снарядами, которые вызывают определённый трюк, если они нанесут урон игроку. Эти уровни имеют неограниченное количество жизней, поэтому, если какой-то шар достигнет эмблемы, то игрок просто может перезапустить уровень, так как на уровнях босса игра не заканчивается.

## Режимы игры
В игре представлено 4 режима игры. В режиме «Adventure» игрок проходит через Полинезийский остров, которым правит злой бог Жака Му. Каждые пять уровней игрок достигает контрольной точки, на которой он может возобновить игру, если он потеряет все жизни. В конце каждой зоны острова игрок встречает бога тики и должен сразиться с ним в битве с боссом. Прохождение режима открывает режимы «Heroic Frog» и «Iron Frog». Геймплей режима «Heroic Frog» повторяет режим «Adventure», но уже значительно сложнее. В режиме «Iron Frog» игроку предстоит пройти десять уровней за одну жизнь, но режим ещё сложнее, чем «Heroic Frog».
В каждом режиме, кроме режима Вызова, игрок должен достичь общей цели, чтобы достичь «Zuma», после чего уровень перестаёт добавлять шары в ряды. Затем игрок должен убрать все оставшиеся шары с игрового поля, чтобы перейти на следующий уровень. В режиме «Challenge» у игрока есть три минуты на то, чтобы набрать как можно больше очков, собирая бонусы, которые увеличивают множитель очков.

## Отзывы
| Сводный рейтинг       | Сводный рейтинг | Сводный рейтинг | Сводный рейтинг |
| Издание               | Оценка          | Оценка          | Оценка          |
| Издание               | DS              | PC              | Xbox 360        |
| --------------------- | --------------- | --------------- | --------------- |
| GameRankings          | 77,00%          | 79,47 %         | 76,23 %         |
| Metacritic            | 75/100          | 78/100          | 76/100          |
| Иноязычные издания    |                 |                 |                 |
| Издание               | Оценка          | Оценка          | Оценка          |
| Издание               | DS              | PC              | Xbox 360        |
| 4Players              | N/A             | N/A             | 84%             |
| Destructoid           | N/A             | 8/10            | N/A             |
| Eurogamer             | N/A             | 8/10            | N/A             |
| Game Informer         | N/A             | N/A             | 8/10            |
| IGN                   | N/A             | 8/10            | 7/10            |
| Nintendo Life         | 8/10            | N/A             | N/A             |
| OXM                   | N/A             | N/A             | 8,5             |
| PC Zone               | N/A             | 8,2/10          | N/A             |
| Pocket Gamer          | [ 17 ]          | N/A             | N/A             |
| Русскоязычные издания |                 |                 |                 |
| Издание               | Оценка          | Оценка          | Оценка          |
| Издание               | DS              | PC              | Xbox 360        |
| StopGame.ru           | N/A             | «Изумительно»   | N/A             |
| «Игромания»           | N/A             | 8,5/10          | N/A             |
| «ЛКИ»                 | N/A             | 85%             | N/A             |

Zuma's Revenge! получила довольно положительные отзывы от критиков на Metacritic и GameRankings.

## Продажи
Летом 2018 года, благодаря уязвимости в защите Steam Web API, стало известно, что точное количество пользователей сервиса Steam, которые играли в игру хотя бы один раз, составляет 75 495 человек.